# Praški groš
Praški groš (lat. grossus pragensis, mn. grossi pragenses, češ. pražský groš , polj. grosz praski, nje. Prager Groschen), bio je češki kovani novac kovan od 1300. godine. Kovao se u gradu Pragu. 

## Povijest
Za vrijeme kraljevanja Vjenceslava II. otkrivena su naslage srebrne rude u Kutnoj Hori. Kralje je potom pozvao talijanskog odvjetnika Gozza iz Orvieta da bi sastavio rudarski zakonik Ius regale montanorum koji je bio dijelom reforme kovništva.

## Osobine
Imao je masu od 3,5 grama srebra i promjer od 28 mm.
Ovom srebrenjaku je na licu bilo ukovano DEI GRATIA REX BOEMIE ("Milošću Božjom kralj Češke") a na naličju GROSSI PRAGENSES ("praški groš"). Finoća srebra je bila 933/1000. Manja jedinica ovog groša bilo je dvanaest parvusa("malih"), kovanica koje su imale češkog heraldičkog lava na naličju.
Njemu je bio sličan groš tournois i krakovski groš. 